# 桜沢エリカ
桜沢 エリカ（さくらざわ エリカ、1963年7月8日 - ）は、日本の漫画家。東京都出身。女性。既婚。
テレビ番組のコメンテーターも務める。

## 来歴
東京都文京区出身。早くに両親が離婚したため、小学3年生まで祖父母の家で育つ。少女時代は母の買ってくる一条ゆかり、竹宮惠子、山岸凉子らの作品に親しみ、絵を真似て描くようになった。
東京都立向丘高等学校2年の頃に自販機本『少女アリス』に興味を持ち、出版社を訪れたことをきっかけに文章と漫画を雑誌掲載するようになる。19歳で漫画家としてデビュー。
同時期にデビューした岡崎京子、内田春菊らと共に、性的な内容を描く女性漫画家として「女の子エッチ漫画家」として知られるようになる。特に岡崎京子とは同年生まれであり、初期は作風や発表媒体も近かったため、比較されることが多かった（2人とも伝説的漫画雑誌『漫画ブリッコ』にも執筆している）。
セツ・モードセミナー中退。
1985年に初の単行本『ウーくんのソフト屋さん Special』を出版後、1985年短編集『かわいいもの』、1987年『フールズ・パラダイス』、同年『チェリーにおまかせ!』など、思春期の少女を主人公とした作品を発表。1991年から1993年にかけて発表した『メイキン・ハッピィ』で人気を得る。
1999年、35歳のときに4歳年下の西麻布のクラブ店長兼DJだった青木武紀と結婚。一男一女をもうける。出産後は自身の経験を元にした『今日もお天気』シリーズを発表している。なお、自身の妊娠が分かった際、当時DJの仕事をしていた夫に対し、「子育てして欲しいから、仕事をやめてくれる？」と専業主夫になるよう要望し、夫は快諾したとのことである。
2006年には『贅沢なお産』が水野真紀主演でドラマ化、また『天使』が深田恭子主演で映画化された。
2009年、映画化を前提に書き下ろした新作『プール』を発表。

## 作品リスト

### 連載中
- 『パリ 1921―蠍座の女と獅子座の女』（世界文化社『家庭画報.com』2024年6月12日[12] - ）

### 単行本
- 『かわいいもの：Elica comix』（白夜書房／1985-01）
- 『ウーくんのソフト屋さんSpecial』（アスキー／1985-11／MSXポケットバンク）※MSXマガジン編集部との共著
- 『チェリーにおまかせ！』（青林堂／1987-06）
- 『フールズ・パラダイス』（河出書房新社／1987-09／カワデ・パーソナル・コミックス）
- 『レッツ・ゴー・ラブリー』（青林堂／1987-12）
- 『シッポがともだち』1巻（集英社／1989-06／Youコミックスデラックス）
  - 『シッポがともだち』2巻（集英社／1991-05／Youコミックスデラックス）
  - 『シッポがともだち』3巻（集英社／1993-04／Youコミックスデラックス）
  - 『シッポがともだち』4巻（集英社／1996-07／Youコミックス）
  - 『シッポがともだち』5巻（集英社／2000-01／Youコミックス）
  - 『シッポがともだち』6巻（集英社／2002-04／Youコミックス）
  - 『シッポがともだち』7巻（集英社／2005-07／Youコミックス）
- 『ジャスト・ラヴァーズ』（マガジンハウス／1989-06）
- 『わたしに優しい夜』（マガジンハウス／1990-07）
- 『僕のエンジェル・ダスト』（秋田書店／1990-10／少年チャンピオン・コミックス・エクストラ）
- 『Love so special』（角川書店／1991-08）
- 『メイキン・ハッピィ』1巻（祥伝社／1992-10／Feel young comics gold）
  - 『メイキン・ハッピィ』2巻（祥伝社／1992-10／Feel young comics gold）
  - 『メイキン・ハッピィ』3巻（祥伝社／1993-04／Feel young comics gold）
- 『相思相愛』（太田出版／1992-12／Postcard book）
- 『COOL』（集英社／1993-11／ヤングユーコミックス・ワイド版）
- 『恋の掟』（祥伝社／1994-12／Feel comics gold）
- 『愛しあう事しかできない』（祥伝社／1995-04／FC gold）
- 『エスケープ』（祥伝社／1996-02／Feel comics gold）
- 『Love vibes』（集英社／1996-09／Young YOU comics chorus series ワイド版）
- 『シーツの隙間』（祥伝社／1996-09／フィールコミックスFC gold）
- 『エンジェル・ブレス』（祥伝社／1997-01／FC young gold）
- 『掌にダイヤモンド』（祥伝社／1997-09／フィールコミックスFC gold）
- 『ロマンスの泉』（祥伝社／1998-11／フィールコミックスFC gold）
- 『CRASH』1巻（祥伝社／1999-04／FC gold）
  - 『CRASH』2巻（祥伝社／1999-07／FC gold）
- 『ケセランパサラン』集英社／1999-03／ヤングユーコミックス・コーラスシリーズ）
- 『天使』（祥伝社／1999-12／FC gold）
  - 『天使』2巻（祥伝社／2006-01／FC gold）
- 『ラブリー!』1巻（宝島社／1999-07／Wonderland comics）
  - 『ラブリー！』1巻（祥伝社／2000-11／フィールコミックス）
  - 『ラブリー！』2巻（祥伝社／2000-11／フィールコミックス）
  - 『ラブリー！』3巻（祥伝社／2001-09／フィールコミックス）
  - 『ラブリー！』4巻（祥伝社／2009-01／フィールコミックスFC gold）
- 『天使の巣』（祥伝社／2001-03／フィールコミックスFC gold）
- 『贅沢なお産』（飛鳥新社／2001-06）
- 『アロマチック・ビターズ』1巻（祥伝社／2002-06／フィールコミックス）
- 『夢のかたち』（集英社／2003-01／ヤングユーコミックス・ワイド版）
- 『今日もお天気　誕生編』（祥伝社／2002-04／フィールコミックス）
  - 『今日もお天気　すくすく編』（祥伝社／2003-03／フィールコミックス）
  - 『今日もお天気　第2子誕生編』（祥伝社／2004-11／フィールコミックス）
  - 『今日もお天気　卒園編』（祥伝社／2006-06／フィールコミックス）
  - 『今日もお天気　5歳&8歳編』（祥伝社／2008-12／フィールコミックス）
  - 『今日もお天気　入学入園編』（祥伝社／2007-10／フィールコミックス）
  - 『今日もお天気　みみたん入学編』（祥伝社／2009-10／フィールコミックス）
- 『スクール・デイズ』（祥伝社／2003-06）
- 『アロマチック・ビターズ』2巻（祥伝社／2003-08／フィールコミックス）
- 『ボディ&ソウル』（祥伝社／2004-04／フィールコミックス）※寺門琢己との共著
  - 『ボディ&ソウル2』（祥伝社／2004-09／フィールコミックス）※寺門琢己との共著
- 『かしこい私の外貨投資』（監修：日興コーディアル証券／小学館／2005-02／Big comic books）
- 『天使の棲む街』（祥伝社／2005-06／フィールコミックス）
- 『愛のなせるわざ』（集英社／2006-11）
- 『エリカスタイル』（祥伝社／2006-11）
- 『黄昏のニキータちゃん　sweet & bitter days of adejo』（主婦と生活社／2007-01／Giga comics）
- 『星乃谷荘へようこそ』（集英社／2007-07／Queen’s comics）
- 『奇跡でも運命でもなく確実に幸せな結婚につながる恋愛のしくみ』（幻冬舎／2007-09）
- 『神野恭介の華麗な日常』（扶桑社／2008-11）
- 『女を磨く大人の恋愛ゼミナール』（集英社／2009-03）
- 『プール』（幻冬舎／2009-08）
- 『愛の生活』（創美社 ; 2009-11／Office you comics）
- 『箱根駅伝に恋をしよう走れ！ミル子』（マガジンハウス／2010-05）
- 『黄昏のニキータちゃん2010』（ワニ・プラス ; 2010-05／ワニプラスコミック）
- 『東京トランタン』（祥伝社／2010-06）
- 『恋の香り』1巻（創美社／2010-06／Office you comics）
  - 『恋の香り』2巻（創美社／2010-12／Office you comics）
- 『今日もお天気　猫がともだち編』（祥伝社／2010-10／フィールコミックス）
- 『ドクター実狩の悩ましき日々』（集英社／2010-10）
- 『君のいる場所』（祥伝社／2011-09）
- 『夢の雫』(オフィスユーコミックス/2012-05)
- 『Love a work?』(宝島社／2013-03)
- 『SCHOOL DAYS』(祥伝社／2013-07)
- 『エデン』(オフィスユーコミックス/2014-01)
- 『my dear life 素晴らしきかな女人生』(祥伝社／2016-01)
- 『テリフィック!』(オフィスユーコミックス／2016-03)
- 『もふっ・とさせて』(マーガレットコミックス／2016-03)
- 『バレエ・リュス　ニジンスキーとディアギレフ』(祥伝社/2017-10/フィールコミックス)
- 『こまどりの詩 ビューティーレジェンド四代記』（主婦と生活社/2021/6/25）
- 『恋はお金じゃ買えません』（集英社『officeYOU』2021年3月号[13] - 2022年10月号連載、オフィスユーコミックス、全4巻）

### 新装版
- 『かわいいもの』（河出書房新社／1989-10／カワデ・パーソナル・コミックス）
- 『かわいいもの』新装版（河出書房新社／1999-05／カワデ・パーソナル・コミックス）
- 『フールズ・パラダイス』新装版（河出書房新社／1999-06／カワデ・パーソナル・コミックス）
- 『世界の終わりには君と一緒に』新装版（主婦と生活社／2006-05／Giga comics）

### 選集
- 『桜沢エリカ選集1　欲張りな唇』（飛鳥新社／1997-03）
- 『桜沢エリカ選集2　サロン』（飛鳥新社／1997-03）
- 『桜沢エリカ選集3　季節のかけら』（飛鳥新社／1997-05）
- 『桜沢エリカ選集4　Love so special』（飛鳥新社／1997-05）
- 『桜沢エリカ選集5　メイキン・ハッピィ上』（飛鳥新社／1997-08）
- 『桜沢エリカ選集6　メイキン・ハッピィ下』（飛鳥新社／1997-08）
- 『桜沢エリカ選集7　かなえちゃんの事』（飛鳥新社／1997-11）
- 『桜沢エリカ選集8　世界の終わりには君と一緒に』（飛鳥新社／1997-11）
- 『桜沢エリカ選集9　タブレッツ』（飛鳥新社／1998-03）
- 『桜沢エリカ選集10　わたしに優しい夜』（飛鳥新社／2000-03）
- 『桜沢エリカthe best　青い鳥をさがして』（集英社／2002-11／クイーンズコミックス）

### 文庫
- 『シッポがともだち』1巻（集英社／1997-01／YOU漫画文庫）
- 『シッポがともだち』2巻（集英社／1997-04／YOU漫画文庫）
- 『毎日が秋の空』（スコラ／1998-04／スコラ漫画文庫シリーズ）
- 『ジャスト・ラヴァーズ』（メディアファクトリー／2000-04／MF文庫）
- 『ラブ・ストーリーズ』（メディアファクトリー／2000-04／MF文庫）
- 『大恋愛専科』（メディアファクトリー／2000-04／MF文庫）
- 『チェリーにおまかせ!』（メディアファクトリー／2000-05／MF文庫）
- 『ユウベノナツ』（メディアファクトリー／2000-06／MF文庫）
- 『かわいいもの』（メディアファクトリー／2000-07／MF文庫）
- 『毎日が秋の空』（メディアファクトリー／2000-08／MF文庫）
- 『僕のエンジェル・ダスト』（メディアファクトリー／2000-09／MF文庫）
- 『フールズ・パラダイス』（メディアファクトリー／2000-10／MF文庫）
- 『私の青い鳥』（メディアファクトリー／2000-11／MF文庫）
- 『Cool』（祥伝社／2001-06／祥伝社コミック文庫）
- 『メイキン・ハッピィ上』（祥伝社／2001-11／祥伝社コミック文庫）
- 『メイキン・ハッピィ下』（祥伝社／2001-11／祥伝社コミック文庫）
- 『恋の掟／エスケープ』（祥伝社／2002-06／祥伝社コミック文庫）
- 『シーツの隙間／ラブ・ヴァイブス』（祥伝社／2002-10／祥伝社コミック文庫）
- 『愛しあう事しかできない／ラブ・ソー・スペシャル』（祥伝社／2003-02／祥伝社コミック文庫）
- 『エンジェル・ブレス／わたしに優しい夜』（祥伝社／2003-11／祥伝社コミック文庫）
- 『サロン』（祥伝社／2003-08／祥伝社コミック文庫）
- 『シッポがともだち』3巻（集英社／2003-11／You漫画文庫）
- 『贅沢なお産』（新潮社／2003-09／新潮文庫）
- 『CRASH』（祥伝社／2004-08／祥伝社コミック文庫）
- 『世界の終わりには君と一緒に』（祥伝社／2004-05／祥伝社コミック文庫）
- 『ケセランパサラン／ロマンスの泉』（祥伝社／2005-02／祥伝社コミック文庫）
- 『恋人たち　エリカコレクション』（新潮社／2005-05／新潮文庫）
- 『掌にダイヤモンド』（祥伝社／2005-08／祥伝社コミック文庫）
- 『シッポがともだち』4巻（集英社／2006-01／You漫画文庫）
- 『アロマチック・ビターズ』（祥伝社／2009-02／祥伝社コミック文庫）
- 『確実に幸せになる恋愛のしくみ20』（幻冬舎／2010-02／幻冬舎文庫）
- 『天使』1巻（祥伝社／2010-07／祥伝社コミック文庫）
- 『天使』2巻（祥伝社／2010-07／祥伝社コミック文庫）
- 『恋のはじまり　Sakurazawa Erica collection』（ポプラ社／2010-08／ポプラ文庫）
- 『恋愛中毒　Sakurazawa Erica collection』（ポプラ社／2010-08／ポプラ文庫）
- 『女を磨く大人の恋愛ゼミナール』（集英社／2011-08／集英社文庫）

### その他
- 空手バカボン『バカボンの頭脳改革 -残酷お子供地獄-』(ジャケットイラストレーション、1988年)
- 松本伊代『マリアージュ～もう若くないから～』（ジャケットイラストレーション、1991年）
- サントリー C.C.レモン（CMキャラクターデザイン、1996年）
- カゴメ「野菜生活100 きれいに赤野菜」（CM中に挿入されるアニメーションの作画）
- かの香織『ANGEL SONGS ～THE VERY BEST OF CANO CAOLI～』（ジャケットイラストレーション、2007年）
- 『Lovers selection』（祥伝社／2009-09）※オムニバス
- 23時開店!女の談話室 スナックHKB23 (BS-TBS、2018年8月18日)

## テレビ出演
- フジテレビ「冗談画報」 - 泉麻人とともに司会担当。
- フジテレビ「プロ野球ニュース」オフシーズン企画の司会を中井美穂（フジテレビアナウンサー）と共に務めていた。
- フジテレビ「情報プレゼンター とくダネ!」水曜日コメンテーター。
- 毎日放送「情熱大陸」2007年3月18日。